# Le Diable de Mexico
Pour les articles homonymes, voir Mexicali Rose.
Pour plus de détails, voir Fiche technique et Distribution.
Le Diable de Mexico (Mexicali Rose) est un film américain réalisé par George Sherman, sorti en 1939.

## Fiche technique
- Titre original : Mexicali Rose
- Titre français : Le Diable de Mexico
- Réalisation : George Sherman
- Scénario : Gerald Geraghty, Connie Lee (en) et Luci Ward
- Photographie : William Nobles
- Montage : Tony Martinelli
- Musique : William Lava
- Pays de production : États-Unis
- Format : Noir et blanc - 1,37:1 - Mono
- Genre : western
- Date de sortie : 1939

## Distribution
- Gene Autry : lui-même
- Smiley Burnette : Frog Millhouse
- Noah Beery : Pedro Valdez
- Luana Walters : Anita Loredo
- William Farnum : Padre Dominic
- William Royle : Robert Carruthers
- LeRoy Mason : Harley Blythe
- Wally Albright : Tommy Romero
- Kathy Frye : Chalita Romero
- Roy Barcroft : Mac McElroy
- Josef Swickard : Gonzales